# Piumhi
Piumhi est une municipalité brésilienne de l'État du Minas Gerais et la microrégion de Piumhi .